# Комиссия международного права ООН
Коми́ссия междунаро́дного пра́ва — вспомогательный орган Генеральной Ассамблеи ООН, состоящий из тридцати четырех юристов-международников, пользующихся признанным авторитетом в области международного права, которые выступают в своем личном качестве, а не как представители соответствующих правительств, имеющий целью поощрение прогрессивного развития международного права и его кодификации.
Члены комиссии избираются Генеральной Ассамблеей ООН сроком на 5 лет.
Комиссия международного права была учреждена 21 ноября 1947 года. Первые выборы членов состоялись в 1948 году.
Она занимается преимущественно вопросами публичного международного права, но также может рассматривать и вопросы, входящие в область международного частного права.

## Направления работы
В работе Комиссии принято различать, с одной стороны, кодификацию международного права и, с другой стороны, его прогрессивное развитие.
Кодификация заключается в составлении сводных документов (проектов конвенций и др.) по таким вопросам, по которым уже сложилось определенное регулирование на уровне международно-правового обычая. Иными словами, речь идет не о создании новых норм права, а о систематизации уже существующих.
Прогрессивное развитие - формулирование новых норм международного права. Комиссия проводит эту работу на основе текущих тенденций в развитии международного права и политических пожеланий государств, выраженных в ходе сессий Генеральной ассамблеи ООН и в других форматах. Подготовка Комиссией материалов в рамках прогрессивного развития международного права сама по себе не создает новых норм. Они лишь предлагаются Комиссией к дальнейшему принятию государствами.
На практике большинство документов, исходящих от Комиссии, сочетают в себе элементы кодификации и прогрессивного развития международного права.

## Организация работы
Комиссия проводит ежегодную сессию, состоящую из двух частей по пять-шесть недель каждая: в мае-июне и в июле-августе. Комиссия определяет круг тем, по которым она планирует вести исследования в определенный период. По каждой теме назначается докладчик из числа членов Комиссии. Докладчик на каждой сессии представляет очередной доклад по своей теме. Как правило, по каждой теме разрабатываются «проекты статей» (по сути — проекты международных конвенций). Однако иногда, по спорным темам, где готовность государств заключить конвенцию неочевидна, избираются более «мягкие» варианты: декларации, итоговые доклады и т. п.
Работу Комиссии контролирует Генеральная Ассамблея ООН и её Шестой комитет. На каждой сессии ГА ООН проводится дискуссия по текущей деятельности Комиссии, в ходе которой государства высказывают свои позиции, а затем принимается резолюция с теми или иными оценками различных аспектов её работы.
Сессии Комиссии проводятся в Женеве, хотя постоянно её секретариат работает в Нью-Йорке.

## Текущая работа
В начале XXI века основным предметом работы Комиссии являются следующие темы:
- Высылка иностранцев
- Обязательство выдавать или осуществлять судебное преследование
- Защита людей в случае бедствий
- Иммунитет должностных лиц государства от иностранной уголовной юрисдикции
- Договоры сквозь призму времени
- Клаузула о наиболее благоприятствуемой нации
- Временное применение международных договоров
- Формирование и доказательство существования международного обычного права